# Aulacospermum turkestanicum
Aulacospermum turkestanicum là một loài thực vật có hoa trong họ Hoa tán. Loài này được (Franch.) Schischk. mô tả khoa học đầu tiên năm 1950.